# Тимофіївка (рослина)
Тимофі́ївка (Phleum L.) — рід одно- або багаторічних зіллястих рослин родини тонконогових, добрі кормові трави.

## В Україні
Відомо понад 15 видів, в Україні — 9. Ростуть на луках, гірських полонинах, у степах, на кам'янистих схилах, піскуватих місцях тощо. Однією з найкращих багаторічних сіножатніх і пасовищних кормових є тимофіївка лучна (Phleum pratense L.), яка відзначається високими кормовими якостями, а також зимостійкістю й холодостійкістю; поширена у нечорноземній смузі; врожайність — 35—75 центнерів сіна з га; найпоширеніший сорт — Люлинецька 1.

### Інші види
- тимофіївка альпійська (Phleum alpinum L.) — в Карпатах;
- тимофіївка гірська (Phleum montanum C.Koch) — у Карпатах і в Криму;
- тимофіївка лучна (Phleum pratense L.) — по всій Україні (в степу рідше, на півдні Степу зникає);
- тимофіївка степова [Phleum phleoides (L.) Karsten] — в степах, на сухих луках, в чагарниках і на узліссях.

## Види
- Phleum alpinum L.
- Phleum arenarium L.
- Phleum bertolonii DC.
- Phleum boissieri Bornm.
- Phleum × brueggeri K.Richt.
- Phleum crypsoides (d'Urv.) Hack.
- Phleum echinatum Host
- Phleum exaratum Griseb.
- Phleum gibbum Boiss.
- Phleum himalaicum Mez
- Phleum hirsutum Honck.
- Phleum iranicum Bornm. & Gauba
- Phleum montanum K.Koch
- Phleum paniculatum Huds.
- Phleum phleoides (L.) H.Karst.
- Phleum pratense L.
- Phleum subulatum (Savi) Asch. & Graebn.
- Phleum × viniklarii Röhl.